# 列夫·焦明
列夫·斯捷潘诺维奇·焦明（俄語：Лев Степанович Дёмин，1926年—1998年）是苏联宇航员，工程师。集邮爱好者。1977年至1988年担任全联盟集邮协会会长。

## 生平
1926年出生于莫斯科。1945年参军。1949年毕业于坦波夫高级军事航空工程学校。1963年入选宇航员队伍。
1974年8月26日，他和萨拉法诺夫乘坐联盟15号升空，与礼炮3号空间站自动对接失败，提前降落地面。这是金刚石计划的一部分。
之后他在加加林宇航员培训中心工作。1978年退役。1998年12月18日去世。

## 荣誉
- 蘇聯英雄荣誉称号、金星奖章、列寧勳章（1974年9月2日）
- 拜科努尔荣誉市民（1977年）[4]
- 加加林荣誉市民

## 军衔
- 工程兵大尉（1956年3月28日）
- 工程兵少校（1958年11月14日）
- 工程兵中校（1962年4月12日）
- 工程兵上校（1972年6月7日）